# Apatobolbina
Apatobolbina is een geslacht van uitgestorven kreeftachtigen uit de klasse van de Ostracoda (mosselkreeftjes).

## Soorten
- Apatobolbina acuta Ulrich & Bassler, 1923 †
- Apatobolbina appressa Ulrich & Bassler, 1923 †
- Apatobolbina elongidolonata Copeland, 1989 †
- Apatobolbina granifera Ulrich & Bassler, 1923 †
- Apatobolbina gutnica Martinsson, 1962 †
- Apatobolbina michiganensis Martinsson, 1962 †
- Apatobolbina platygaster Kummerow, 1924 †
- Apatobolbina simplicidorsata Martinsson, 1962 †
- Apatobolbina tricuspidata Martinsson, 1962 †
- Apatobolbina whiteavesi Copeland, 1974 †